# Émile Littré
Émile Maximilien Paul Littré (Paris, 1 de fevereiro de 1801 – Paris, 2 de junho de 1881) foi um lexicógrafo e filósofo francês, famoso pela autoria do Dictionnaire de la langue française, mais conhecido como o Littré.
Formado em medicina, Littré dominava o inglês, alemão, grego, latim e sânscrito. Era um fervoroso democrata que participou da insurreição contra o rei Carlos X em 1830.

## Trabalhos

### Traduções e reedições
- Translation of the complete works of Hippocrates (1839–1863)
- Translation of Pliny's Natural History (1848–1850)
- Translation of Strauss's Vie de Jésus (1839–1840)
- Translation of Müller's Manuel de physiologie (1851)
- Re-edition of the political writings of Armand Carrel, com notas (1854–1858)

### Dicionários e escritos sobre linguagem
- Reprise du Dictionnaire de médecine, de chirurgie, etc. com Charles-Philippe Robin, de Pierre-Hubert Nysten (1855)
- Histoire de la langue française a collection of magazine articles (1862)
- Dictionnaire de la langue française ("Le Littré") (1863–1873)
- Comment j'ai fait mon dictionnaire (1880)

### Filosofia
- Analyse raisonnée du cours de philosophie positive de M. A. Comte (1845)
- Application de la philosophie positive au gouvernement (1849)
- Conservation, révolution et positivisme (1852, 2.ª ed., com suplemento, 1879)
- Paroles de la philosophie positive (1859)
- Auguste Comte et la philosophie positive (1863)
- La Science au point de vue philosophique (1873)
- Fragments de philosophie et de sociologie contemporaine (1876)

### Outras obras
- Études et glanures (1880)
- La Verité sur la mort d'Alexandre le grand (1865)
- Études sur les barbares et le moyen âge (1867)
- Médecine et médecins (1871)
- Littérature et histoire (1875)
- Discours de reception à l'Académie française (1873)